# Insígnia de punta de fletxa

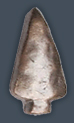
Distintiu Punta de fletxa

La Insígnia Punta de Fletxa (anglès: Arrowhead device) és una punta de fletxa de bronze en miniatura que es pot portar a les medalles i cintes de campanya, expedició i servei per indicar la participació en un desembarcament d'assalt amfibi, salt de paracaigudes de combat, desembarcament aterratge d'assalt amb helicòpter o aterratge de planador de combat per part d'un membre del servei de l'Exèrcit, la Força Aèria o Força Espacial.

## Criteri
Un soldat, aviador o guardià ha de ser assignat o adscrit com a membre d'una força organitzada que du a terme una missió tàctica assignada. Un soldat, aviador o guardià ha de sortir d'una aeronau o una embarcació per rebre crèdit d'assalt. El crèdit d'assalt individual està lligat directament a la decisió del crèdit d'assalt de combat per a la unitat a la qual el soldat, l'aviador o el guardià està vinculat o assignat en el moment de l'assalt. Si se li denega l'assalt a una unitat, no s'acumularà cap crèdit d'assalt per als soldats, aviadors o guardians individuals d'aquesta unitat.
La insígnia de punta de fletxa ha d'estar autoritzat per al seu desgast per poder portar-lo a les suspensions i a les cintes de servei de la medalla i es col·loca a la dreta del portador d'altres insígnies a les cintes, inclòs la insígnia "V", 3⁄16 polzades (4,8). mm) de l'estrella de servei, i estrella de campanya de 3⁄16 polzades. No es pot portar més d'una punta de fletxa en una medalla i una cinta de servei. A partir de l'any 2004 , les medalles que estan autoritzades a afegir la insígnia de punta de fletxa són les següents:
| Medalla de la Campanya de l'Afganistan                          |
| Medalla Expedicionària de les Forces Armades                    |
| Medalla Expedicionària de la Guerra Global contra el Terrorisme |
| Medalla de la Campanya d'Iraq                                   |
| Medalla de Campanya de Resolució Inherent                       |
| Medalla del Servei al Vietnam                                   |
| Medalla del Servei a Corea                                      |
| Medalla de la Campanya Europea-Africana-Orient Mitjà            |
| Medalla de la Campanya Asiàtica-Pacífica                        |

## Disseny
La insígnia de punta de fletxa és una rèplica de bronze d'una punta de fletxa nativa americana d'1⁄4 de polzada (6,4 mm) d'alçada.